# Nagyszokoly
Nagyszokoly là một thị trấn thuộc hạt Tolna, Hungary. Thị trấn này có diện tích 27,99 km², dân số năm 2010 là 875 người, mật độ 31 người/km².